# Munkholmen, Vasa
Munkholmen är en ö i Finland.   Den ligger i den ekonomiska regionen  Vasa  och landskapet Österbotten, i den västra delen av landet, 400 km nordväst om huvudstaden Helsingfors. Arean är 0,21 kvadratkilometer.
Terrängen på Munkholmen är mycket platt. Den sträcker sig 0,9 kilometer i nord-sydlig riktning, och 0,5 kilometer i öst-västlig riktning.  I omgivningarna runt Munkholmen växer i huvudsak blandskog.